# 李铁 (1978年)
李铁（1978年12月—），广东阳江人，汉族，无党派人士。中华人民共和国政治人物、第十三届全国人民代表大会广东省代表。

## 生平
2018年，李铁被选为广东省出席第十三届全国人民代表大会代表。2020年12月30日，因涉嫌长期垄断阳春市河砂开采和销售，并实施串通招投标、非法采矿等行为遭到公安机关逮捕。2021年1月22日，其全国人大代表职务遭到罢免。